# Elecciones a la Asamblea Regional de Murcia de 2019
Las elecciones a la Asamblea Regional de Murcia de 2019, correspondientes a la X Legislatura de la Región de Murcia, se celebraron el 26 de mayo de 2019, de acuerdo con el Decreto de convocatoria de elecciones a la Asamblea Regional de Murcia dispuesto el 1 de abril de 2019 y publicado en el Boletín Oficial del Estado el 2 de abril. En las elecciones del 26 de mayo de 2019 del total de diputados elegidos el 44,5% fueron mujeres.

## Sistema electoral
Hasta las elecciones autonómicas de 2015 se seguía el procedimiento estipulado de acuerdo a lo dispuesto en la Ley 2/1987, de 24 de febrero Electoral de la Región de Murcia (BOE 20-4-1987), donde se regulaba el sistema electoral de la Comunidad Autónoma de la Región de Murcia. Según la ley, la Asamblea de la Región de Murcia consta de 45 diputados, con una barrera electoral mínima del 5%, que se repartían en cinco circunscripciones electorales. Estas se numeraban del uno al cinco, pero también se conocían por descriptores geográficos.
Estas circunscripciones eran la Primera (de Lorca, 7 diputados), la Segunda (de Cartagena, 11 diputados), la Tercera (de Murcia, 20 diputados), la Cuarta (del Noroeste, 4 diputados) y la Quinta (del Altiplano, 3 diputados).
Sin embargo, el 23 de julio de 2015, la Asamblea de la Región de Murcia aprobó la primera reforma del sistema electoral autonómico por unanimidad, con los votos de los impulsores de la misma (PSRM-PSOE, Podemos y Ciudadanos) y los votos del Partido Popular. Los cuatro principales cambios de esta reforma fueron:
1. Reducción de las cinco circunscripciones a una circunscripción única que engloba a todos los municipios de la Región, equiparándose así al resto de comunidades autónomas uniprovinciales, excepto Asturias y Baleares.
2. Bajada de la barrera electoral mínima del 5% al 3%.
3. Prohibición de que los diputados ocupen simultáneamente otros cargos, como alcaldes o concejales.
4. Reducción del techo de los gastos de los partidos durante las elecciones.

De esa forma, esa reforma entró en vigor, publicándose en el BORM de 30-7-2015 y en el BOE de 24-9-2015, y es la normativa que regirá estas elecciones autonómicas de la Región.

## Candidaturas

### Candidaturas con representación previa en la Asamblea de la Región de Murcia
| Partido Popular (PP) |                                        | |
| Candidatura          | Integrantes                            | Lista electoral |
| Partido Popular      | Partido Popular de la Región de Murcia | Fernando López Miras |
| Partido Popular      | Partido Popular de la Región de Murcia | Ver lista2. María Cristina Sánchez López 3. Sonia Ruiz Escribano 4. Miguel Miralles González-Conde 5. Joaquín Segado Martínez 6. Javier Celdrán Lorente 7. María del Carmen Pelegrín García 8. Ramón Sánchez-Parra Servet 9. Antonio Luengo Zapata 10. María Dolores Valcárcel Jiménez 11. Antonio Calderón Rodríguez 12. María del Carmen Ruiz Jódar 13. Mirian Guardiola Salmerón 14. Jesús Cano Molina 15. Clara Valverde Soto 16. Víctor Martínez-Carrasco Guzmán 17. Isabel María Sánchez Ruiz 18. Francisco José Espejo García 19. Juan Antonio Mata Tamboleo 20. María Inmaculada Lardín Verdú 21. Alfredo Javier Ruiz Azorín 22. José Gómez Ortega 23. Mónica Meroño Fernández 24. Juan Jiménez Torres 25. Felicidad Fernández Ortega 26. Francisco José García Hernández 27. Diego José Águila Pérez 28. Inmaculada Fernández Bermúdez 29. Magdalena Ortiz Cantó 30. Ana Belén Gracia Pastor 31. Pedro Olivares Martínez 32. Bartolomé Rabal Jiménez 33. María del Carmen Ballester Andújar 34. María Teresa Olmos Fuentes 35. Mónica Honrubia Miñano 36. Ana Belén Pérez Puerta 37. Francisco Javier Alcalá Jara 38. Yolanda Orenes Casanova 39. Félix Lozano Bernal 40. María Asunción Escavy Peña 41. Rosa Rodríguez Martínez 42. Antonio Soler Motellón 43. Naira Isabel Sánchez Zamora 44. Pablo Robles Fernández 45. Antonio Hernández Megías Suplentes: 1. Juana María Almagro Hernández 2. Ramona Jiménez Santiago 3. Francisco López López |

| Partido Socialista Obrero Español (PSOE) |                                           | |
| Candidatura                              | Integrantes                               | Lista electoral |
| Partido Socialista Obrero Español        | Partido Socialista de la Región de Murcia | Diego Conesa Alcaraz |
| Partido Socialista Obrero Español        | Partido Socialista de la Región de Murcia | Ver lista2. Gloria Alarcón García 3. Francisco Lucas Ayala 4. Magdalena Sánchez Blesa 5. Antonio José Espín Espín 6. Carmina Fernández Sánchez 7. Alfonso Martínez Baños 8. Mª Dolores Martínez Pay 9. Emilio Ivars Ferrer 10. Rosalía Casado López 11. Pedro López Hernández 12. Toñi Abenza Campuzano 13. José Antonio Peñalver Pardínez 14. Virginia Lopo Morales 15. Manolo Sevilla Nicolás 16. Consa Martínez Muñoz 17. Fernando Moreno García 18. Natividad Muñoz Jiménez 19. José Antonio Campos Bayona 20. Ana María Valcárcel Costa 21. Francisco Martínez Sánchez 22. Sebastiana Pérez Rojas “Carmeli” 23. Joaquín Salmerón Rubio 24. Toñi Méndez Espejo 25. Miguel Company Manjón 26. María Jesús Barqueros Gil 27. Pedro Ros Sánchez 28. Tania Ros Sánchez 29. Héctor Antonio Martínez García 30. Ana Ruiz Guerrero 31. Martin Soro Cutillas 32. Leonor Hernández Sánchez 33. Ginés Hernández López 34. Silvia García Cava 35. Francisco Simón Bleda 36. Yolanda Ortiz Gómez 37. Pedro Francisco González Buendía 38. Carmen María Rivera Marco 39. Fernando José López Palacios 40. Elena Mendoza Candela 41. José Ballester Boluda 42. Mercedes Bernal Nicolás 43. Francisco Martínez Piernas 44. Brumilda Sánchez Fernández 45. Manolo Gambín Cánovas Suplentes: 1. Francisca María Hernández Sánchez 2. Fernando José González Ortín 3. Melina Ros Sánchez 4. María Carmen López Pérez 5. Francisco José Ruiz Ortiz |

| Podemos–Equo (Podemos–Equo) |              | |
| Candidatura                 | Integrantes  | Lista electoral |
| Podemos–Equo                | Podemos Equo | Óscar Urralburu Arza |
| Podemos–Equo                | Podemos Equo | Ver lista2. María Giménez Casalduero 3. María Marín Martínez 4. Rafael Esteban Palazón 5. María Esther Martos Moreno 6. Antonio Carrasco García 7. Helena Vidal Brazales 8. María López Montalbán 9. Lorena Lorca Sánchez 10. Juan Ángel Sánchez Naharro 11. Tania Rojo Gómez 12. Federico García Chartón 13. Clara María Martínez Baeza 14. José Eduardo Illueca Ballester 15. Cristina Patrocinio Sánchez Onteniente 16. Andrés Pedreño Cánovas 17. María de la Concepción García Altares 18. Ángel Luis Hernández García 19. María Josefa Durán Guirao 20. David Soto Carrasco 21. Marcela María Crespo Gutiérrez 22. Francisco Martínez Salcedo 23. Nerea Ruiz García 24. Carlos Javier Lucas González 25. Maria Jesús Morillas Álvarez 26. Juan Eugenio Sandoval Tortosa 27. María del Carmen Toral Navarro 28. Juan Manuel Lillo Micol 29. Anna Semitiel Muñoz 30. José María Marín Martínez 31. María Pilar Perán Millán 32. Jaime Colina García 33. Andrea Jeanneth Brito Román 34. José Jesús Frutos Morales 35. Antonia Sánchez Garrudo 36. José Tudela López 37. Elena Martínez Frutos 38. Larbi Hamuad Larbi 39. Alfonsa Huete Martínez 40. José Luis Palacios López 41. María Belén Megías Olmos 42. Julián García Navarro 43. María López García 44. Guillermo Latorre Rodríguez 45. María Dolores Cuartero Valera Suplentes: 1. José Pascual García García 2. María Consolación Ferrer Lozano 3. Francisco Cayuela Pagán 4. Eliana Marisol Márquez Moreno |

| Ciudadanos – Partido de la Ciudadanía (Cs) |                                       | |
| Candidatura                                | Integrantes                           | Lista electoral |
| Ciudadanos – Partido de la Ciudadanía      | Ciudadanos – Partido de la Ciudadanía | Isabel Franco Sánchez |
| Ciudadanos – Partido de la Ciudadanía      | Ciudadanos – Partido de la Ciudadanía | Ver lista2. Juan José Molina Gallardo 3. Ana Martínez Vidal 4. Alberto Castillo Baños (Independiente) 5. María del Valle Miguelez Santiago 6. Francisco Álvarez García 7. Antonio Sánchez Lorente 8. Elena García Quiñones 9. Francisco Javier Gil Martí 10. María Amoraga Chereguini 11. Carlos Peñafiel Hernández 12. Sonia Moreno Martínez 13. Rosa Ana Pacios Fernández 14. Ana Isabel Pujante Rosique 15. Robert Bernardo Pocklington Freakley 16. Cristóbal Vogumil Abellán De la Rosa 17. Carmen María Velasco Martínez 18. María Ángeles Egea Gilabert 19. Andrés Alberto Álvarez de Cienfuegos Goicoechea 20. Adrián Ariel Zittelli Ferrari 21. Antonio Murcia Montejano 22. Eduardo Cano Jaén 23. Carmen María Hernández Hernández 24. María Dolores Sánchez-Rex Campillo 25. Ana Belén Carmona Salmerón 26. José López Mellado 27. Diego Barnuevo Ruiz 28. Elena Olmos Legaz 29. María de los Ángeles Rosique Gómez 30. Ángel Navarro Pagán 31. Francisco Antonio Sabater Martínez 32. Carmen Riansares López García 33. María Pilar Jiménez Guillén 34. María José Alcaraz García 35. José Carlos Navarro Palomino 36. Pedro Antonio Gil Martínez 37. Águeda María Meca Saura 38. María José Díaz Paredes 39. Francisco Octavio García Álvarez 40. José Ignacio Martínez Arana 41. Roberto Moreno Del Amo 42. Rafaela Manzano Menchón 43. Silvia Pérez Giménez 44. María Paz Sánchez Ruiz 45. Miguel Hernández Fernández Suplentes: 1. Jorge Fenor Fuentes 2. Cristina Sánchez Angulo 3. José María Larrosa Morales |

### Candidaturas sin representación previa en la Asamblea de la Región de Murcia pero sí en otros parlamentos
| Cambiar la Región de Murcia (CR) |                                                                                         | |
| Candidatura                      | Integrantes                                                                             | Lista electoral |
| Cambiar la Región de Murcia      | Izquierda Unida-Verdes de la Región de Murcia (IUVRM) Anticapitalistas Región de Murcia | José Luis Álvarez-Castellanos Rubio |
| Cambiar la Región de Murcia      | Izquierda Unida-Verdes de la Región de Murcia (IUVRM) Anticapitalistas Región de Murcia | Ver lista2. Adoración Peñas Marín 3. José Daniel Espejo Balanza 4. Noelia Sánchez Martínez 5. Pedro Luís López Sánchez 6. Inmaculada Concepción García Garrido 7. Joaquín Luis Vicente Vicente 8. María Carmen Griñán Martínez 9. Pedro Miralles Martínez 10. María Trinidad Espinosa Mira 11. Antonio Pujante Quiñonero 12. Mariela de los Ángeles Chaca Obrerón 13. José María Ortega González 14. María Concepción Martínez López 15. José Haro Hernández 16. Carmen Ruíz Arjona 17. Francisco José Sánchez Pérez 18. María López Iniesta 19. Ginés Mirón Gallego 20. María Cristina Morano Carretero 21. Antonio Alcaraz González 22. Soledad Ayala Hernández 23. Mariano Cano Martínez 24. Cristina García Martínez 25. Pedro Hernández González 26. María del Carmen Mellado Moya 27. Francisco Cortés De Paco 28. Nerea Martínez Aroca 29. Aurelio Florit Galiana 30. Carmen María Pina Rojo 31. Víctor José Serrano López 32. Cristina González Pérez 33. Martín Alberto Girona Muñoz 34. Eva María Hernández Cotanda 35. Enrique Menárguez López 36. Cándida Marín Lozano 37. Ismael Sánchez Vidal 38. Victoria Rodríguez Celdrán 39. Antonio Martínez Frutos 40. Carmen Giménez Cuevas 41. Diego Jiménez García 42. Elvira Ramos García 43. Joaquín Dólera López 44. Adela Martínez Adsuar 45. Teresa Escobar Hernández Suplentes: 1. Cayetano Jaime Moltó 2. Hermenegilda Hernández Alonso 3. Salvador Espín Hernández 4. Antonia María Rojo Gomáriz |

| Vox (Vox)   |                      | |
| Candidatura | Integrantes          | Lista electoral |
| Vox         | Vox Región de Murcia | Pascual Salvador Hernández |
| Vox         | Vox Región de Murcia | Ver lista2. Juan José Liarte Pedreño 3. María Isabel Campuzano Martínez 4. Francisco José Carrera Fuente 5. María del Alba Peña Acuña 6. Luis Gestoso de Miguel 7. David Ibáñez Martínez 8. Ana María Sánchez Muñoz 9. Juan Ignacio Cortés Guardiola 10. María del Pilar Picón Giner 11. Jaime Pérez-Solero García-Carreño 12. Álvaro Hernández Hernández 13. María Isabel García Lorenzo 14. Miguel Gázquez Hernández 15. Blanca Fernández Castillo 16. Antonio Hernández Maurandi 17. Francisco Franco López 18. Mayra Julieth Barreto Gómez 19. Pedro Jesús Angosto López 20. Carmen Margarita Vaquero Gómez 21. Julio Bueno Vélez 22. José Juan Saura Garrigós 23. María José Hernández Melgarejo 24. Francisco Navarro Soriano 25. María Antonia Murcia Tomás 26. José Antonio Conesa Aguera 27. María Isabel García Reverte 28. Juan Manuel Pérez Martínez 29. María Isabel Sánchez Azuar 30. Fernando Méndez Garre 31. Jorge Vera Bernal 32. María José Redondo de la Rubia 33. Daniel Diego Jiménez Sabiote 34. Adela Sánchez Moreno 35. Marta Hoyos Tarrero 36. Oscar Gómez Murcia 37. Antonio Martínez Sánchez 38. José Ruiz Espinosa 39. Sara Jiménez Bastida 40. Daniel Bernal Cervantes 41. Antonio Pozuelo Gómez 42. María Dolores López Gallego 43. María José Gázquez González 44. José Javier Palma Martínez 45. Antonia Martínez Martínez Suplentes: 1. Sergio Martínez Almagro |

### Resto de candidaturas

#### Partido Animalista Contra el Maltrato Animal
- Nombre de la candidatura: Partido Animalista Contra el Maltrato Animal (PACMA)
- Integrantes de la candidatura: Partido Animalista Contra el Maltrato Animal
- Cabeza de lista: María Sheeran Santo Domingo

#### Contigo Somos Democracia
- Nombre de la candidatura: Contigo Somos Democracia (Contigo)
- Integrantes de la candidatura: Contigo Somos Democracia
- Cabeza de lista: José Manuel García Martín

#### Tercera Edad en Acción
- Nombre de la candidatura: Tercera Edad en Acción (3e en acción)
- Integrantes de la candidatura: Tercera Edad en Acción
- Cabeza de lista: Domingo Díaz Carrillo

#### Coalición Municipalista
- Nombre de la candidatura: Coalición Municipalista MC-CCD-CIFA-PITP-UxA (MC-CCD)
- Integrantes de la candidatura: Movimiento Ciudadano de Cartagena (MC), Coalición de Centro Democrático (CCD), Ciudadanos Villa de Fuente Álamo (CIFA), Partido Independiente de Torre-Pacheco (PITP) y Unidad por Alguazas (UxA)
- Cabeza de lista: Antonio García Sánchez (independiente)

#### Partido Cantonal
- Nombre de la candidatura: Partido Cantonal (Cantonal)
- Integrantes de la candidatura: Partido Cantonal
- Cabeza de lista: María del Rocío Morales Ayala

#### Somos Región
- Nombre de la candidatura: Somos Región (Somos Región)
- Integrantes de la candidatura: Somos Región
- Cabeza de lista: Alberto Garre López

#### Democracia Plural
- Nombre de la candidatura: Democracia Plural (DPL)
- Integrantes de la candidatura: Democracia Plural
- Cabeza de lista: Francisco Miguel Muñoz Garre

#### Unión Democrática Digital Española
- Nombre de la candidatura: Unión Democrática Digital Española (UDDE)
- Integrantes de la candidatura: Unión Democrática Digital Española
- Cabeza de lista: Francisco Luis Cuadros Moya

#### Partido Comunista de los Pueblos de España
- Nombre de la candidatura: Partido Comunista de los Pueblos de España (PCPE)
- Integrantes de la candidatura: Partido Comunista de los Pueblos de España
- Cabeza de lista: Francisco Jesús Valverde Martínez

## Campaña electoral

### Lemas de campaña
- PP: En defensa de la Región.
- PSOE: La Región que mereces y Decide avanzar.
- Podemos-Equo: La Región la haces tú.
- Ciudadanos: ¡Vamos! Región de Murcia.
- Somos Región: Más Región, mejor España.
- Vox: Tu voz en la Región de Murcia.

### Debates
- 10 de mayo, Cadena SER. Debate a tres entre candidatos a la Presidencia de la comunidad autónoma: Diego Conesa (PSOE), Óscar Urralburu (Podemos-Equo) e Isabel Franco (Ciudadanos). El candidato por el PP y actual Presidente Fernando López Miras fue invitado pero no acudió, aduciendo motivos de agenda. Durante el debate hubo una silla y un micrófono vacantes, los que le hubieran correspondido.[4]

- 14 de mayo, La Verdad. Debate a cuatro entre candidatos a la Presidencia de la comunidad autónoma: Fernando López Miras (PP), Diego Conesa (PSOE), Óscar Urralburu (Podemos-Equo) e Isabel Franco (Ciudadanos).[5]

- 17 de mayo, 7 Televisión Región de Murcia. Debate a cuatro entre candidatos a la Presidencia de la comunidad autónoma: Fernando López Miras (PP), Diego Conesa (PSOE), Óscar Urralburu (Podemos-Equo) e Isabel Franco (Ciudadanos).[6]

- 20 de mayo, La Opinión de Murcia. Debate a seis entre candidatos a la Presidencia de la comunidad autónoma: Diego Conesa (PSOE), Óscar Urralburu (Podemos-Equo), Isabel Franco (Ciudadanos), José Luis Álvarez-Castellanos (Cambiar la Región de Murcia), Pascual Salvador (Vox) y Alberto Garre (Somos Región). El candidato por el PP y actual Presidente Fernando López Miras fue invitado pero no acudió. Durante el debate hubo un atril vacío, el que le hubiera correspondido.[7]

## Sondeos
| Sondeo | Sondeo                                | Sondeo         |       |       |       |       |       |      |      | Otros | Blanco | Abstención |
| --- | ------------------------------------- | -------------- | ----- | ----- | ----- | ----- | ----- | ---- | ---- | ----- | ------ | ---------- |
| 2017 |                                       |                |       |       |       |       |       |      |      |       |        |            |
| NC Report 3 de marzo de 2017                                                                                          | La Razón                              | Porcentaje (%) | 39,1  | 22,9  | 12,0  | 3,6   | 12,9  | -    | -    | 9,5   | -      | -          |
| NC Report 3 de marzo de 2017                                                                                          | La Razón                              | Escaños        | 20    | 12    | 6     | 1     | 6     | -    | -    | 0     | -      | -          |
| Celeste-Tel 2 de abril de 2017                                                                                        | eldiario.es                           | Porcentaje (%) | 34,5  | 26,1  | 15,7  | 2,4   | 15,5  | -    | -    | -     | -      | -          |
| Celeste-Tel 2 de abril de 2017                                                                                        | eldiario.es                           | Escaños        | 16-17 | 13-14 | 7-8   | 0     | 6-7   | -    | -    | -     | -      | -          |
| PP Murcia 23 de marzo de 2017                                                                                         | El Independiente                      | Escaños        | 19-20 | 13    | 6     | 0-2   | 4-5   | -    | -    | -     | -      | -          |
| 2018 |                                       |                |       |       |       |       |       |      |      |       |        |            |
| SyM Consulting 16 de marzo de 2018                                                                                    | Electograph                           | Porcentaje (%) | 32,4  | 26,0  | 10,2  | 7,1   | 18,8  | -    | -    | -     | -      | -          |
| SyM Consulting 16 de marzo de 2018                                                                                    | Electograph                           | Escaños        | 15-16 | 12-13 | 4-5   | 2-3   | 9     | -    | -    | -     | -      | -          |
| CEMOP 23 de mayo de 2018                                                                                              | Asamblea de Murcia                    | Porcentaje (%) | 25,8  | 18,9  | 10,1  | -     | 31,3  | 5,6  | -    | 8,3   | -      | -          |
| CEMOP 23 de mayo de 2018                                                                                              | Asamblea de Murcia                    | Escaños        | 13    | 9     | 5     | -     | 16    | 2    | -    | 0     | -      | -          |
| Celeste-Tel 25 de noviembre de 2018                                                                                   | La Opinión de Murcia                  | Porcentaje (%) | 26,9  | 25,9  | 9,6   | 6,0   | 19,8  | 2,3  | 5,2  | -     | -      | -          |
| Celeste-Tel 25 de noviembre de 2018                                                                                   | La Opinión de Murcia                  | Escaños        | 13    | 13    | 4     | 3     | 10    | 0    | 2    | -     | -      | -          |
| CEMOP 27 de noviembre de 2018                                                                                         | La Verdad de Murcia                   | Porcentaje (%) | 30,8  | 26,4  | 10,1  | -     | 18,0  | -    | 5,0  | -     | -      | -          |
| CEMOP 27 de noviembre de 2018                                                                                         | La Verdad de Murcia                   | Escaños        | 16    | 13    | 5     | -     | 9     | -    | 2    | -     | -      | -          |
| CIS noviembre de 2018                                                                                                 | CIS                                   | Porcentaje (%) | 19,8  | 27,9  | 7,0*  | 7,0*  | 15,1  | -    | 1,2  | -     | 5,8    | 11,6       |
| 2019 |                                       |                |       |       |       |       |       |      |      |       |        |            |
| ElectoPanel febrero de 2019                                                                                           | Electomanía                           | Porcentaje (%) | 25,5  | 21,6  | 10,2* | 10,2* | 21,3  | -    | 15,5 | -     | -      | -          |
| ElectoPanel febrero de 2019                                                                                           | Electomanía                           | Escaños        | 13    | 10    | 5*    | 5*    | 10    | -    | 7    | -     | -      | -          |
| CEMOP abril de 2019                                                                                                   | La Verdad de Murcia                   | Porcentaje (%) | 31,6  | 28,1  | 10,8  | 3,0   | 14,4  | 1,1  | 8,4  | 0,13  | -      | -          |
| CEMOP abril de 2019                                                                                                   | La Verdad de Murcia                   | Escaños        | 15    | 13-14 | 5     | 0-1#  | 7     | 0    | 4    | 0     | -      | -          |
| ElectoPanel mayo de 2019                                                                                              | Electomanía                           | Porcentaje (%) | 24,1  | 24,2  | 7,7   | 3,0   | 23,8  | 2,0  | 13,8 | -     | -      | -          |
| ElectoPanel mayo de 2019                                                                                              | Electomanía                           | Escaños        | 12    | 12    | 3     | 1#    | 11    | 0    | 6    | -     | -      | -          |
| CEMOP mayo de 2019 | CEMOP                                 | Porcentaje (%) | 28,5  | 27,1  | 7,8   | 2,2   | 15,4  | 1,5  | 12,6 | 3,8   | -      | -          |
| CEMOP mayo de 2019 | CEMOP                                 | Escaños        | 13-14 | 13-14 | 4     | 0#    | 8     | 0    | 6    | 0     | -      | -          |
| |                                       |                |       |       |       |       |       |      |      |       |        |            |
| Resultados finales 26 de mayo de 2019                                                                                 | Resultados finales 26 de mayo de 2019 | Partidos       |       |       |       |       |       |      |      | Otros | Blanco | Abstención |
| Resultados finales 26 de mayo de 2019                                                                                 | Resultados finales 26 de mayo de 2019 | Porcentaje (%) | 32,36 | 32,43 | 5,55  | 2,02  | 12,00 | 2,04 | 9,46 | 7,66  | 0,53   | 35,89      |
| Resultados finales 26 de mayo de 2019                                                                                 | Resultados finales 26 de mayo de 2019 | Escaños        | 16    | 17    | 2     | 0     | 6     | 0    | 4    | 0     | n/a    | n/a        |
| (*) Se estima bajo la marca de Unidos Podemos (#) Se estima bajo la marca de la coalición Cambiar la Región de Murcia |                                       |                |       |       |       |       |       |      |      |       |        |            |

## Jornada electoral

### Participación
A lo largo de la jornada se darán a conocer los datos de participación en las elecciones en dos ocasiones, así como la participación final.

|  | 36,53 % |

|  | 36,33 % |

|  | 50,91 % |

|  | 49,72 % |

|  | 63,57 % |

|  | 64,11 % |

## Resultados
| ← Elecciones a la Asamblea Regional de Murcia de 2019 →         |                                                       |                                                       |                               |           |        |                                        |                                        |
| Presidente y gobierno                                           | Candidatura                                           | Candidatura                                           | Candidato                     | Votos     | %      | Escaños                                | +/-                                    |
| - Presidente: Fernando López Miras PP - Gobierno: PP–Ciudadanos |                                                       | Partido Socialista Obrero Español (PSOE)              | Diego Conesa                  | 211 259   | 32,43  | 17                                     | 4                                      |
| - Presidente: Fernando López Miras PP - Gobierno: PP–Ciudadanos |                                                       | Partido Popular (PP)                                  | Fernando López Miras          | 210 771   | 32,36  | 16                                     | 6                                      |
| - Presidente: Fernando López Miras PP - Gobierno: PP–Ciudadanos |                                                       | Ciudadanos (C‘s)                                      | Isabel Franco                 | 78 139    | 12,00  | 6                                      | 2                                      |
| - Presidente: Fernando López Miras PP - Gobierno: PP–Ciudadanos |                                                       | Vox                                                   | Pascual Salvador              | 61 591    | 9,46   | 4                                      | 4                                      |
| - Presidente: Fernando López Miras PP - Gobierno: PP–Ciudadanos |                                                       | Podemos-Equo                                          | Óscar Urralburu               | 36 163    | 5,55   | 2                                      | 4                                      |
| - Presidente: Fernando López Miras PP - Gobierno: PP–Ciudadanos | Barrera electoral mínima                              | Barrera electoral mínima                              | Barrera electoral mínima      | 19 542    | 3,00   |                                        |                                        |
| - Presidente: Fernando López Miras PP - Gobierno: PP–Ciudadanos | Coalición Municipalista MC-CCD-CIFA-PITP-UxA (MC-CCD) | Coalición Municipalista MC-CCD-CIFA-PITP-UxA (MC-CCD) | Antonio García                | 14 742    | 2,26   | 0                                      |                                        |
| - Presidente: Fernando López Miras PP - Gobierno: PP–Ciudadanos | Somos Región (Somos Región)                           | Somos Región (Somos Región)                           | Alberto Garre                 | 13 314    | 2,04   | 0                                      | Nuevo                                  |
| - Presidente: Fernando López Miras PP - Gobierno: PP–Ciudadanos | Cambiar la Región de Murcia (CR)                      | Cambiar la Región de Murcia (CR)                      | José Luis Álvarez-Castellanos | 13 179    | 2,02   | 0                                      | Sin cambios                            |
| - Presidente: Fernando López Miras PP - Gobierno: PP–Ciudadanos | Partido Animalista Contra el Maltrato Animal (PACMA)  | Partido Animalista Contra el Maltrato Animal (PACMA)  | María Sheeran                 | 5540      | 0,85   | 0                                      | Sin cambios                            |
| - Presidente: Fernando López Miras PP - Gobierno: PP–Ciudadanos | Partido Comunista de los Pueblos de España (PCPE)     | Partido Comunista de los Pueblos de España (PCPE)     | Francisco Jesús Valverde      | 788       | 0,12   | 0                                      |                                        |
| - Presidente: Fernando López Miras PP - Gobierno: PP–Ciudadanos | Contigo Somos Democracia (Contigo)                    | Contigo Somos Democracia (Contigo)                    | José Manuel García            | 664       | 0,10   | 0                                      | Nuevo                                  |
| - Presidente: Fernando López Miras PP - Gobierno: PP–Ciudadanos | Tercera Edad en Acción (3e en acción)                 | Tercera Edad en Acción (3e en acción)                 | Domingo Díaz                  | 576       | 0,09   | 0                                      | Nuevo                                  |
| - Presidente: Fernando López Miras PP - Gobierno: PP–Ciudadanos | Partido Cantonal (PCAN)                               | Partido Cantonal (PCAN)                               | María del Rocío Morales       | 508       | 0,08   | 0                                      | Nuevo                                  |
| - Presidente: Fernando López Miras PP - Gobierno: PP–Ciudadanos | Democracia Plural (DPL)                               | Democracia Plural (DPL)                               | Francisco Miguel Muñoz        | 407       | 0,06   | 0                                      | Nuevo                                  |
| - Presidente: Fernando López Miras PP - Gobierno: PP–Ciudadanos | Unión Democrática Digital Española (UDDE)             | Unión Democrática Digital Española (UDDE)             | Francisco Luis Cuadros        | 272       | 0,04   | 0                                      | Nuevo                                  |
| - Presidente: Fernando López Miras PP - Gobierno: PP–Ciudadanos |                                                       |                                                       |                               |           |        |                                        |                                        |
| - Presidente: Fernando López Miras PP - Gobierno: PP–Ciudadanos |                                                       | A candidatura (C)                                     | A candidatura (C)             | 647 913   | 99,46% | Participación · \| \| 64,11 % \| 0,54% | Participación · \| \| 64,11 % \| 0,54% |
| - Presidente: Fernando López Miras PP - Gobierno: PP–Ciudadanos |                                                       | En blanco (B)                                         | En blanco (B)                 | 3473      | 0,53%  | Participación · \| \| 64,11 % \| 0,54% | Participación · \| \| 64,11 % \| 0,54% |
| - Presidente: Fernando López Miras PP - Gobierno: PP–Ciudadanos |                                                       | Válidos (C+B)                                         | Válidos (C+B)                 | 651 386   | 99,27% | Participación · \| \| 64,11 % \| 0,54% | Participación · \| \| 64,11 % \| 0,54% |
| - Presidente: Fernando López Miras PP - Gobierno: PP–Ciudadanos |                                                       | No válidos (nulos)                                    | No válidos (nulos)            | 4735      | 0,73%  | Participación · \| \| 64,11 % \| 0,54% | Participación · \| \| 64,11 % \| 0,54% |
| - Presidente: Fernando López Miras PP - Gobierno: PP–Ciudadanos |                                                       |                                                       |                               |           |        | Participación · \| \| 64,11 % \| 0,54% | Participación · \| \| 64,11 % \| 0,54% |
| - Presidente: Fernando López Miras PP - Gobierno: PP–Ciudadanos |                                                       | Votantes                                              | Votantes                      | 656 121   | 64,11% | Participación · \| \| 64,11 % \| 0,54% | Participación · \| \| 64,11 % \| 0,54% |
| - Presidente: Fernando López Miras PP - Gobierno: PP–Ciudadanos |                                                       | Abstención                                            | Abstención                    | 367 296   | 35,89% | Participación · \| \| 64,11 % \| 0,54% | Participación · \| \| 64,11 % \| 0,54% |
| - Presidente: Fernando López Miras PP - Gobierno: PP–Ciudadanos |                                                       | Electores                                             | Electores                     | 1 057 636 | 100%   | Participación · \| \| 64,11 % \| 0,54% | Participación · \| \| 64,11 % \| 0,54% |
| - Presidente: Fernando López Miras PP - Gobierno: PP–Ciudadanos | 64,11 %                                               |                                                       |                               |           |        |                                        |                                        |

1. ↑  Los resultados de la Coalición Municipalista MC-CCD-CIFA-PITP-UxA (MC-CCD) se comparan con la suma de Movimiento Ciudadano Campo de Cartagena (MC) y Ciudadanos de Centro Democrático (CCD) de las elecciones de 2015.
2. ↑  Los resultados de Cambiar la Región de Murcia (CR), alianza entre Izquierda Unida-Verdes y Anticapitalistas, se comparan con los de Ganar la Región de Murcia.IP de las elecciones de 2015.

## Investidura de los nuevos cargos

### Constitución de la Asamblea y elección de sus órganos de gobierno
La sesión constitutiva de la Asamblea Regional electa tuvo lugar el día 11 de junio de 2019.
| Cargo                  | Titular                              | Lista      |
| Presidente             | Alberto Castillo Baños               | Ciudadanos |
| Vicepresidente primero | Miguel Ángel Miralles González-Conde | PP         |
| Vicepresidenta segunda | Gloria Alarcón García                | PSRM-PSOE  |
| Secretario primero     | Francisco José Carrera Fuente        | Vox        |
| Secretario segundo     | Emilio Ivars Ferrer                  | PSRM-PSOE  |

## Diputados electos
Relación de diputados electos:
| N.º | Nombre                            | Lista | Lista   |
| --- | --------------------------------- | ----- | ------- |
| 1   | Diego Coniesa Alcaraz             |       | PSOE    |
| 2   | Fernando López Miras              |       | PP      |
| 3   | Gloria Alarcón García             |       | PSOE    |
| 4   | María Cristina Sánchez López      |       | PP      |
| 5   | Isabel Franco Sánchez             |       | Cs      |
| 6   | Francisco Lucas Ayala             |       | PSOE    |
| 7   | Sonia Ruiz Escribano              |       | PP      |
| 8   | Pascual Salvador Hernández        |       | Vox     |
| 9   | Magdalena Sánchez Blesa           |       | PSOE    |
| 10  | Miguel Miralles González-Conde    |       | PP      |
| 11  | Antonio José Espín Espín          |       | PSOE    |
| 12  | Joaquín Segado Martínez           |       | PP      |
| 13  | Juan José Molina Gallardo         |       | Cs      |
| 14  | Óscar Urralburu Arza              |       | Podemos |
| 15  | Carmina Fernández Sánchez         |       | PSOE    |
| 16  | Javier Celdrán Lorente            |       | PP      |
| 17  | Juan José Liarte Pedreño          |       | Vox     |
| 18  | Alfonso Martínez Baños            |       | PSOE    |
| 19  | María del Carmen Pelegrín García  |       | PP      |
| 20  | Mª Dolores Martínez Pay           |       | PSOE    |
| 21  | Ramón Sánchez-Parra Servet        |       | PP      |
| 22  | Ana Martínez Vidal                |       | Cs      |
| 23  | Emilio Ivars Ferrer               |       | PSOE    |
| 24  | Antonio Luengo Zapata             |       | PP      |
| 25  | Rosalía Casado López              |       | PSOE    |
| 26  | María Dolores Valcárcel Jiménez   |       | PP      |
| 27  | María Isabel Campuzano Martínez   |       | Vox     |
| 28  | Alberto Castillo Baños            |       | Cs      |
| 29  | Pedro López Hernández             |       | PSOE    |
| 30  | Antonio Calderón Rodríguez        |       | PP      |
| 31  | María Giménez Casalduero          |       | Podemos |
| 32  | Toñi Abenza Campuzano             |       | PSOE    |
| 33  | María del Carmen Ruiz Jódar       |       | PP      |
| 34  | José Antonio Peñalver Pardínez    |       | PSOE    |
| 35  | Mirian Guardiola Salmerón         |       | PP      |
| 36  | María del Valle Miguelez Santiago |       | Cs      |
| 37  | Francisco José Carrera Fuente     |       | Vox     |
| 38  | Virginia Lopo Morales             |       | PSOE    |
| 39  | Jesús Cano Molina                 |       | PP      |
| 40  | Manolo Sevilla Nicolás            |       | PSOE    |
| 41  | Clara Valverde Soto               |       | PP      |
| 42  | Consa Martínez Muñoz              |       | PSOE    |
| 43  | Víctor Martínez-Carrasco Guzmán   |       | PP      |
| 44  | Francisco Álvarez García          |       | Cs      |
| 45  | Fernando Moreno García            |       | PSOE    |

### Elección e investidura del Presidente de la Región de Murcia
Tras la ronda de consultas realizada entre el presidente de la Asamblea y los portavoces de los diferentes grupos parlamentarios, Alberto Castillo propuso oficialmente a Fernando López Miras para ser investido presidente de la Región de Murcia, tras el acuerdo programático alcanzado entre PP y Ciudadanos, aunque sin mayoría absoluta. Debido a ello y a la falta de acuerdo con Vox, Fernando López Miras solo cosechó los votos de los diputados de PP y Ciudadanos, no alcanzando la mayoría absoluta en primera votación ni mayoría simple en segunda votación. De esta manera, se convirtió en el primer candidato a la presidencia de la Región de Murcia que presenta su candidatura y es rechazada.
| Candidato            | Fecha                                                  | Voto |    |    |   |   |   | Total |
| -------------------- | ------------------------------------------------------ | ---- | -- | -- | - | - | - | ----- |
| Fernando López Miras | 2 de julio de 2019 Mayoría requerida: Absoluta (23/45) | Sí   |    | 15 | 6 |   |   | 21/45 |
| Fernando López Miras | 2 de julio de 2019 Mayoría requerida: Absoluta (23/45) | No   | 17 |    |   | 4 | 2 | 23/45 |
| Fernando López Miras | 2 de julio de 2019 Mayoría requerida: Absoluta (23/45) | Abs. |    |    |   |   |   | 0/45  |
| Fernando López Miras | 2 de julio de 2019 Mayoría requerida: Absoluta (23/45) | Aus. |    | 1  |   |   |   | 1/45  |
| Fernando López Miras |                                                        |      |    |    |   |   |   |       |
| Fernando López Miras | 4 de julio de 2019 Mayoría requerida: Simple           | Sí   |    | 16 | 6 |   |   | 22/45 |
| Fernando López Miras | 4 de julio de 2019 Mayoría requerida: Simple           | No   | 17 |    |   | 4 | 2 | 23/45 |
| Fernando López Miras | 4 de julio de 2019 Mayoría requerida: Simple           | Abs. |    |    |   |   |   | 0/45  |

Tras las negociaciones entre líderes nacionales y autonómicos de PP, Ciudadanos y Vox, los tres partidos acabaron sellando un acuerdo de investidura por el que se mantenía el acuerdo programático de PP y Ciudadanos e incluyendo peticiones de Vox, tales como las concernientes en materia de violencia de género, ley LGTBI y charlas escolares y respecto al centro de menores inmigrantes no acompañados a otra ubicación más lejana de la propuesta. El presidente de la Asamblea Regional, Alberto Castillo, tras una nueva ronda de contactos, volvió a proponer a Fernando López Miras a la investidura para ser elegido presidente de la Región de Murcia.
| Candidato            | Fecha                                                   | Voto |    |    |   |   |   | Total |
| -------------------- | ------------------------------------------------------- | ---- | -- | -- | - | - | - | ----- |
| Fernando López Miras | 26 de julio de 2019 Mayoría requerida: Absoluta (23/45) | Sí   |    | 16 | 6 | 4 |   | 26/45 |
| Fernando López Miras | 26 de julio de 2019 Mayoría requerida: Absoluta (23/45) | No   | 16 |    |   |   | 2 | 18/45 |
| Fernando López Miras | 26 de julio de 2019 Mayoría requerida: Absoluta (23/45) | Abs. |    |    |   |   |   | 0/45  |
| Fernando López Miras | 26 de julio de 2019 Mayoría requerida: Absoluta (23/45) | Aus. | 1  |    |   |   |   | 1/45  |

## Moción de censura de marzo de 2021
El 10 de marzo de 2021, Ciudadanos presentó, junto con el PSRM-PSOE, una moción de censura contra el gobierno del Partido Popular. La candidata propuesta a la presidencia de la Región fue Ana Martínez Vidal.
El debate de la moción tuvo lugar entre los días 17 y 18 de marzo. El resultado final de la votación fue negativo, al posicionarse en contra los diputados del Partido Popular, tres diputados de Ciudadanos, que fueron expulsados por no apoyar la moción (Isabel Franco, Francisco Álvarez y Valle Miguélez), el diputado de Vox Pascual Salvador y tres diputados más que habían sido expulsados de ese mismo partido. La moción fue apoyada por el PSOE, dos diputados de Ciudadanos (la propia Martínez Vidal y el portavoz parlamentario Juan José Molina) y los dos diputados de Podemos-Equo. El Presidente de la Asamblea, Alberto Castillo, de Ciudadanos, se abstuvo.
| Candidata          | Fecha                                                   | Voto |    |    |   |   |   | n. a. | Total |
| ------------------ | ------------------------------------------------------- | ---- | -- | -- | - | - | - | ----- | ----- |
| Ana Martínez Vidal | 18 de marzo de 2021 Mayoría requerida: Absoluta (23/45) | Sí   | 17 |    | 2 |   | 2 |       | 21/45 |
| Ana Martínez Vidal | 18 de marzo de 2021 Mayoría requerida: Absoluta (23/45) | No   |    | 16 |   | 1 |   | 6     | 23/45 |
| Ana Martínez Vidal | 18 de marzo de 2021 Mayoría requerida: Absoluta (23/45) | Abs. |    |    | 1 |   |   |       | 1/45  |